# الباقون (مسلسل)
الباقون (بالإنجليزية: The Leftovers)‏ هو مسلسل درامي أمريكي من تأليف دامون ليندلوف وتوم بيروتا عُرض على قناة HBO من 29 يونيو، 2014 وحتى 4 يونيو، 2017. المسلسل مستوحى من رواية بيروتا التي تحمل نفس الاسم، ومن بطولة جستن ثيروكس وإيمي برينمان وكريستوفر إكليستون وليف تايلر وكريس زيلكا ومارغريت كوالي وكاري كون وآن دود.
عرض المسلسل لأول مرة على HBO في 29 يونيو، 2014. تم تجديد لموسم ثاني والذي عُرض في 4 أكتوبر، 2015 وانتهى في 6 ديسمبر، 2015. في 10 ديسمبر جددت HBO المسلسل لموسم ثالث وأخير بدأ عرضه في 16 أبريل، 2017 واختتم في 4 يونيو، 2017.

## القصّة
تجري أحداث المسلسل بعد ثلاث سنوات من وقوع حدث عالمي غامض سُمي بـ «الرحيل المفاجئ»، حيث اختفى 2% من سكان الأرض (حوالي 140 مليون شخص) بشكل غير مفهوم في آن واحد بتاريخ 14 أكتوبر، 2011. بعد ذلك الحدث، بدأت الأديان السائدة بالانحدار وظهر عدد من الطوائف الجديدة، أبرزها جماعة «البقية المذنبون».
تركز القصة بشكل أساسي على عائلة غارفي ومعارفهم في بلدة مابيلتون، نيويورك الخيالية. تتكون العائلة من كيفين غارفي وهو رئيس قسم الشرطة، وزوجته لوري التي انضمت لجماعة «البقية المذنبون»، وابنهم تومي الذي ترك البلدة وابنتهم المراهقة جيل والتي دائما ما تتصرف بطيش وتمرد. ينقل الموسم الثاني الشخصيات الرئيسية إلى بلدة جاردن، تكساس الخيالية. تجري أحداث الموسم الثالث والأخير بعد ثلاث سنوات، في سنة 2018، قبل أسبوعين فقط من الذكرى السنوية السابعة لحادثة الرحيل المفاجئ.

## طاقم التمثيل والشخصيات

### الشخصيات الرئيسية
- جستن ثيرو بدور كيفين غارفي الابن، رئيس الشرطة في بلدة مابيلتون، والذي يحاول الحفاظ على بعض مظاهر الحياة الطبيعية في هذا العالم الجديد، لكن تفكك عائلته من حوله يولد الكثير من الضغط على نفسيته.
- ايمى برينمان بدور لوري غارفي، زوجة كيفين ووالدة كل من جيل وتوم والتي تترك عائلتها وتنضم إلى جماعة «البقية المذنبون».
- كريستوفر إكليستون بدور مات جيمسون، قِس مسيحي، يقوم مات بنشر منشورات تهدف إلى فَضح العُصاة. ويعاني أيضًا من عدم قدرته على تقبُل فكرة عدم رحيله خلال حادثة «الرحيل المفاجئ»، بالرغم من أن العديد من أهل المعاصي قد رحلوا.
- ليف تايلر بدور ميغان آبوت، امرأة على وشك الزواج، لكنها سرعان ما تُصبح أحد أهداف جماعة «البقية المذنبون».
- كريس زيلكا بدور تومي غارفي، ابن لوري والذي ترك دراسته الجامعية وانضم لطائفة دينية يتزعمها رجل غام يُلقب بـ «واين المقدس».
- مارغريت كوالي بدور جيل غارفي، ابنة كيفين ولوري، لكن علاقتها بوالدها سيئة ودائمًا ما تتصرف بطيش وتمرد.
- كاري كون بدور نورا دورست، زوجة وأُم فقدت زوجها وطفليها خلال حادثة «الرحيل المفاجئ»، وهي شقيقة مات أيضًا.
- اميلي ميد بدور آيمي، صديقة جيل في المدرسة الثانوية، والتي تبدو غير مبالية بحادثة «الرحيل المفاجئ». (الموسم 1)
- آن دود بدور باتي ليفين، زعيمة الفرع المحلي لجماعة «البقية المذنبون». (الموسم 1)
- ماكس وتشارلي كارفر بدور آدم وسكوت فروست، أصدقاء جيل التوأم. (الموسم 1)
- أماندا وارن بدور لوسي واربرتون، عمدة بلدة مابيلتون. (الموسم 1)
- جانيل مولوني بدور ماري جيمسون، زوجة مات والتي أصيبت بالشلل في حادث سيارة تسببت به حادثة «الرحيل المفاجئ». (الموسم 2-3، شخصية ثانوية الموسم 1)
- مايكل غاستون بدور دين، رجل غريب من خارج بلدة مابيلتون، يزعم بأنه يفهم ما الذي حصل ودائمًا ما يترصد كيفين. (الموسم 1)
- ريجينا كينع بدور ايريكا ميرفي، طبيبة تدير مرفق للرعاية العاجلة. عائلة ميرفي هم جيران عائلة غارفي في بلدة جاردن، تكساس. (الموسم 2-3)
- كيفين كارول بدور جون ميرفي، زوج ايريكا ورئيس قسم الإطفائية التطوعي في البلدة. (الموسم 2-3)
- جوفان اديبو بدور مايكل ميرفي، ابنة ايريكا وجون. (الموسم 2-3)
- سكوت جلين بدور كيفين غارفي الأب، رئيس الشرطة السابق، والموجود في مصح نفسي بسبب تدهور صحته العقلية. (الموسم 3، شخصية ثانوية 1-2)

### الشخصيات الثانوية
- باترسون جوزيف بدور واين غيلكريست الابن، والملقب أيضًا بـ «واين المقدس»، يزعم بأنه يستطيع شفاء الآخرين من آلامهم الناتجة عن حادثة «الرحيل المفاجئ». (الموسم 1-2)
- مارسيلين هيوغت بدور غلاديس إحدى أعضاء جماعة «البقية المذنبون». (الموسم 1-2)
- واين دوفال بدور المحقق لويس فيتيلو. (الموسم 1)
- سيباستيان ارسيلاس بدور دوغ دورست، زوج نورا والذي رَحل مع طفليه.(الموسم 1)
- ياسمين سافوي براون بدور إيفانجيلين ميرفي، ابنة ايريكا وجون وشقيقة مايكل التوأم. (الموسم 1-2)
- ستيفن وليامز بدور فيرجيل، جَد كل من مايكل وإيفي. (الموسم 2)
- داريوس مكراري بدور إسحاق رايني، وهو عَراف بسيط في بلدة جاردن. (الموسم 2)
- بيل كامب بدور الرجل، رجل غامض يقابله كيفين في الآخرة (الموسم 2)
- بريت باتلر بدور ساندي، زوجة رجل العمود وصديقة مات (الموسم 2-3)
- جويل موراي بدور جورج بريفيتي، عميل في قسم الرحيل المفاجئ وزميل نورا (الموسم 2-3)
- ليدنسي دنكان بدور غريس بلافورد. (الموسم 3)
- داميان غارفي بدور كيفين ياربرو، رئيس شرطة أسترالي. (الموسم 3)
- ديفيد غلبيليل بدور كرستوفر صنداي. (الموسم 3)
- كاتيا هيربرز بدور د. إيدن. (الموسم 3)

## التطوير والإنتاج
حصلت HBO على حقوق تحويل الرواية إلى مسلسل في أغسطس 2011، قبل صدور الرواية بفترة قصيرة. وعلى أن يدخل بيروتا في عملية الإنتاج كمنتج تنفيذي. وفي يونيو 2012 تم الإعلان بأن ليندلوف سوف يعمل على تطوير المسلسل مع بيروتا وبأنه سوف يكون المسؤول الفني عن المسلسل. في فبراير 2013 تم طلب حلقة تجريبية من المسلسل، وفي 16 سبتمبر، 2013 طلبت HBO موسم كامل مكون من 10 حلقات.

البوستر الدعائي للموسم الثاني

يُغطي الموسم الأول الكتاب بأكمله، بينما يتكون الموسم الثاني من مادة أصلية تمامًا. في 15 أبريل، 2015 ذكرت تقارير بأن محيط القصة سوف ينتقل من مابيلتون، نيويورك إلى بلدة صغيرة في تكساس. انتقلت عملية التصوير من نيويورك إلى أوستن، تكساس. وبدأ التصوير الرئيسي في نهاية أبريل. ذَكر ليندلوف بأن الموسم الثاني، والذي تضمن عدة تغييرات مثل الموقع وطاقم التمثيل وطريقة السرد، فيه بعض التأثيرات من مسلسلَي The Wire و Friday Night Lights.
بدأت عملية التصوير الرئيسي للموسم الثالث والأخير في أواخر مايو 2016 في أوستن، ومع بداية يونيو انتقلت عملية الإنتاج إلى ملبورن، أستراليا لتصوير بقية الموسم. بخصوص الانتقال إلى ملبورن، عَلق ليندلوف قائلًا، «نحن ممتنون جدًا لحصولنا على فرصة لتجريب شيء ذو طابعٍ مُختلف عن المواسم السابقة ونحن متحمسون جدًا لسرد نهاية قصتنا هذه». تم التأكيد أيضا بأن الموسم الثالث سوف يكون مكونًا من 8 حلقات فقط.

## المواسم
| الموسم | الموسم        | الحلقات | تاريخ البث الأصلي | تاريخ البث الأصلي |
| الموسم | الموسم        | الحلقات | بداية الموسم      | نهاية الموسم      |
| ------ | ------------- | ------- | ----------------- | ----------------- |
|        | الموسم الأول  | 10      | 29 يونيو، 2014    | 7 سبتمبر، 2014    |
|        | الموسم الثاني | 10      | 4 أكتوبر، 2015    | 6 ديسمبر، 2015    |
|        | الموسم الثالث | 8       | 16 أبريل، 2017    | 4 يونيو، 2017     |

## الاستقبال

### الاستقبال النقدي

#### الموسم الأول
| الموسم | الموسم | الاستقبال النقدي | الاستقبال النقدي |
| الموسم | الموسم | روتن توميتوز     | ميتاكريتيك       |
| ------ | ------ | ---------------- | ---------------- |
|        | 1      | 81% (60 مراجعة)  | 65 (42 مراجعة)   |
|        | 2      | 93% (32 مراجعة)  | 80 (22 مراجعة)   |
|        | 2      | 98% (27 مراجعة)  | 98 (17 مراجعة)   |

تلقى الموسم الأول مراجعات إيجابية بشكل عام من مختلف النقاد. حصل الموسم الأول على موقع ميتاكريتيك على متوسط 100/65 بناءً على 42 مراجعة نقدية، مشيرا إلى «مراجعات إيجابية عموما». وعلى موقع الطماطم الفاسدة حصل على نسبة 81% بناءً على 60 مراجعة نقدية وبمتوسط تقييم 7.7/10، حيث كان الإجماع النقدي للموقع: «وتيرة المسلسل القاتمة والجدية قد تجعل المُشاهدة كئيبة، لكن The Leftovers يظل مسلسل درامي مُحفز للفكر ومكتوب ببراعة بالغة يطمح لعرض أفكار جديدة وغالبا ما ينجح في ذلك». أعطى موقع IGN الموسم الأول تقييمات عالية نسبيًا باستمرار خلال فترة عرضه، ومع نهاية الموسم منحه تقييم 9.4 من 10، حيث أشاد بالشخصيات وموسيقى ماكس ريختر وأداء الطاقم التمثيلي وبالأخص أداء كاري كون.

#### الموسم الثاني
تلقى الموسم الثاني مراجعات إيجابية جدًا من مختلف النقاد، حيث حَصل على موقع ميتاكريتيك على متوسط 100/80 بناءً على 22 مراجعة نقدية، مشيرا إلى «مراجعات إيجابية عموما». وعلى موقع الطماطم الفاسدة حصل على نسبة 93% بناءً على 33 مراجعة نقدية وبمتوسط تقييم 8.7/10، حيث كان الإجماع النقدي للموقع: «لا يزال The Leftovers دراما مثيرة يصعب التنبؤ بها خلال موسمها الثاني في الموقع الجديد، رغم أن الحوادث التي لا يمكن تفسيرها ستظل تُحبط العديد من المشاهدين». أعطى آلان سيبنوال من موقع HitFix المسلسل تقييم "A" حيث كتب: «مع بداية الموسم الثاني، لا يزال The Leftovers أفضل دراما على التلفزيون... وبالرغم من نطاق التركيز الأضيق في هذا الموسم، لا تزال التجربة بنفس القوة والمتعة الغامرة». أعطى تود فاندرويرف من موقع Vox الموسم تقييم 5/5 حيث كتب: «إنه مسلسل يريد إثارة ردة فعل منك، سواءً أكانت الإعجاب أو الكراهية أو حتى مجرد الحيرة. إنه أفضل دراما على HBO — وبالتالي يجب مشاهدته».

#### الموسم الثالث
حاز الموسم الثالث على مديح من جميع النقاد، حيث حَصل على موقع ميتاكريتيك على متوسط 100/98 بناءً على 17 مراجعة نقدية، مشيرا إلى «إشادة إجماعية». على موقع الطماطم الفاسدة حصل على نسبة 98% بناءً على 25 مراجعة نقدية وبمتوسط تقييم 9.4/10، حيث كان الإجماع النقدي للموقع: «مع الأسلوب السردي الطموح والأداء الرائع من طاقم التمثيل، يقترب الموسم الثالث من خاتمة المسلسل بشكلٍ متأنٍ ورصين وبكل ثقة، تمامًا مثلما بدأ». كتبت مورين راين من مجلة Variety الموسم الثالث «مذهل بكلمة معى الكلمة».

### الجوائز والترشيحات
| السنة | الجائزة                        | الفئة                                                     | المرشح                                                   | النتيجة     | المرجع |
| ----- | ------------------------------ | --------------------------------------------------------- | -------------------------------------------------------- | ----------- | ------ |
| 2014  | جوائز اختيار النقاد للتلفزيون  | المسلسل الجديد الأكثر إثارة                               | الباقون                                                  | فوز         | [ 20 ] |
| 2015  | جائزة نقابة الكتاب الأمريكية   | أفضل اقتباس مُطول                                          | دامون ليندلوف وتوم بيروتا عن "الحلقة الأولى"             | رُشِّح         | [ 21 ] |
| 2015  | جائزة ستالايت                  | أفضل مسلسل نوعي                                           | الباقون                                                  | رُشِّح         | [ 22 ] |
| 2015  | جائزة ستالايت                  | أفضل ممثل مساعد في مسلسل أو مسلسل قصير أو فيلم تلفزيوني   | كريستوفر إكليستون                                        | رُشِّح         | [ 22 ] |
| 2015  | جائزة ستالايت                  | أفضل ممثلة مساعدة في مسلسل أو مسلسل قصير أو فيلم تلفزيوني | آن دود                                                   | رُشِّح         | [ 22 ] |
| 2015  | جوائز اختيار النقاد للتلفزيون  | أفضل ممثل مساعد في مسلسل درامي                            | كريستوفر إكليستون                                        | رُشِّح         | [ 23 ] |
| 2015  | جوائز اختيار النقاد للتلفزيون  | أفضل ممثلة مساعدة في مسلسل درامي                          | كاري كون                                                 | رُشِّح         | [ 23 ] |
| 2016  | جائزة نقابة الكتاب الأمريكية   | أفضل حلقة - دراما                                         | دامون ليندلوف ونيك كيوس عن حلقة "International Assassin" | رُشِّح         | [ 24 ] |
| 2016  | جوائز اختيار النقاد للتلفزيون  | أفضل مسلسل درامي                                          | الباقون                                                  | رُشِّح         | [ 25 ] |
| 2016  | جوائز اختيار النقاد للتلفزيون  | أفضل ممثل في مسلسل درامي                                  | جستن ثيروكس                                              | رُشِّح         | [ 25 ] |
| 2016  | جوائز اختيار النقاد للتلفزيون  | أفضل ممثلة في مسلسل درامي                                 | كاري كون                                                 | فوز         | [ 25 ] |
| 2016  | جوائز اختيار النقاد للتلفزيون  | أفضل ممثل مساعد في مسلسل درامي                            | كريستوفر إكليستون                                        | رُشِّح         | [ 25 ] |
| 2016  | جوائز اختيار النقاد للتلفزيون  | أفضل ممثلة مساعدة في مسلسل درامي                          | آن دود                                                   | رُشِّح         | [ 25 ] |
| 2016  | جوائز اختيار النقاد للتلفزيون  | أفضل ممثلة مساعدة في مسلسل درامي                          | ريجينا كينغ                                              | رُشِّح         | [ 25 ] |
| 2016  | جائزة ستالايت                  | أفضل مسلسل نوعي                                           | الباقون                                                  | رُشِّح         | [ 26 ] |
| 2016  | جوائز رابطة النقاد التلفزيونية | أفضل إنجاز درامي                                          | الباقون                                                  | رُشِّح         | [ 27 ] |
| 2017  | جوائز الإيمي برايم تايم        | أفضل ضيفة شرف في مسلسل درامي                              | آن دود                                                   | في الانتظار | [ 28 ] |
| 2017  | جوائز رابطة النقاد التلفزيونية | أفضل إنجاز درامي                                          | الباقون                                                  | رُشِّح         | [ 29 ] |
| 2017  | جوائز رابطة النقاد التلفزيونية | أفضل إنجاز درامي فردي                                     | كاري كون                                                 | فوز         | [ 29 ] |

## روابط خارجية
- الموقع الرسمي
- الباقون على موقع IMDb (الإنجليزية)
- الباقون على موقع ميتاكريتيك (الإنجليزية)
- الباقون على موقع روتن توميتوز (الإنجليزية)
- الباقون على موقع فيلمافينيتي (الإسبانية)
- الباقون على موقع كينوبويسك (الروسية)
- الباقون على موقع ألو سيني (الفرنسية)
- الباقون على موقع قاعدة بيانات الفيلم (الإنجليزية)